# دین وایت‌هد
دین وایت‌هد (انگلیسی: Dean Whitehead؛ زادهٔ ۱۲ ژانویهٔ ۱۹۸۲) بازیکن فوتبال پیشین اهل انگلستان است.

## افتخارات
ساندرلند
- چمپیونشیپ: ۰۵–۲۰۰۴، ۰۷–۲۰۰۶

استوک سیتی
- جام حذفی فوتبال انگلستان نایب قهرمان: ۲۰۱۱

فردی
- تیم سال پی‌اف‌ای: ۰۷–۲۰۰۶